# 1 Giant Leap
1 Giant Leap er et Electronica-band fra Storbritannien. Gruppen består af Jamie Catto og
Duncan Bridgeman.

## Diskografi

### Albums
- 1 Giant Leap (2 April 2002) No. 51 UK[1]
- What About Me? (9 March 2009)

### Singler
- "My Culture" feat. Robbie Williams & Maxi Jazz – May 2002 – No. 9 UK[1]
- "Braided Hair" feat. Neneh Cherry & Speech – August 2002
- "I Love The Way You Dream" (feat. Michael Stipe)

### DVD
- 1 Giant Leap – Unity Through Diversity / All Who Wander Are Not Lost (2002)
- 1 Giant Leap – What About Me? (2008)